# 西山インターチェンジ (新潟県)
西山インターチェンジ（にしやまインターチェンジ）は、新潟県柏崎市西山町坂田にある北陸自動車道のインターチェンジである。

## 歴史
- 1980年（昭和55年）9月27日 - 長岡JCT - 西山IC間の開通に伴い供用開始[1][2]。
- 1981年（昭和56年）10月29日 - 西山IC - 柏崎IC間が開通[1][2]。

## 道路
- E8 北陸自動車道（36番）

直接接続
- 新潟県道23号柏崎高浜堀之内線
- 新潟県道393号礼拝長岡線

間接接続
- 国道8号
- 国道116号（県道23号、県道393号経由）

## 料金所
- ブース数：4

### 入口
- ブース数：2
  - ETC専用：1
  - 一般：1

### 出口
- ブース数：2
  - ETC専用：1
  - 一般：1（精算機）

## 西山バスストップ
- IC出口、料金所外にある高速バス停留所。
- 停車する路線はすべて、引き続き北陸道を走行するため、バスは料金所を出た後、大きくUターンして停留所に入る。

### 停車路線

新潟県・県外高速バス路線図（旧ツアーバス系は除く）

ときライナー路線図

#### 県外線
- 東京 - 上越線（池袋行は乗車のみ、直江津行は降車のみの扱い）
曽地BS - 西山BS  - 大積BS
- 堺・なんば・京都 - 柏崎・長岡線（堺行は乗車のみ、長岡行は降車のみの扱い）
曽地BS - 西山BS - 長岡インターBS

#### 県内線
- 【ときライナー】Ｋ 柏崎線
- 【ときライナー】Ｊ 上越線 一部便のみ停車
曽地BS - 西山BS - 大積BS

## 隣
E8 北陸自動車道
(35)柏崎IC - 刈羽PA - (36)西山IC - 大積PA/SIC(SICは事業中) - (37)長岡JCT